# Olympische Sommerspiele 2024/Rudern – Leichtgewichts-Doppelzweier (Frauen)
Der Wettkampf Frauen-Leichtgewichts-Doppelzweier im Rudern bei den Olympischen Spielen 2024 in Paris fand vom 28. Juli bis 2. August 2024 statt. Schauplatz der Wettkämpfe war die Regattastrecke Stade nautique de Vaires-sur-Marne im Ort Vaires-sur-Marne, der sich östlich des Großraums Paris befindet. Titelverteidigerinnen waren die Italienerinnen Valentina Rodini und Federica Cesarini, die in Tokio im Finale in 6:47,54 Minuten knapp vor den Französinnen ins Ziel ruderten.

## Titelträgerinnen
| Olympische Spiele 2020       | Valentina Rodini / Federica Cesarini         | Tokio             |
| Weltmeisterschaften 2023     | Emily Craig / Imogen Grant                   | Belgrad           |
| Panamerikanische Spiele 2023 | Antonia Liewald / Isidora Niemeyer           | Santiago de Chile |
| Asienspiele 2022             | Zou Jiaqi / Qiu Xiuping                      | Hangzhou          |
| Europameisterschaften 2024   | Gianina van Groningen / Ionela-Livia Cozmiuc | Szeged            |

## Qualifikation
Die Qualifikation erfolgte über die Weltmeisterschaften 2023 sowie jeweils kontinentale Qualifikationsregatten. Sieben der 16 Quotenplätze wurden dabei im Rahmen der Weltmeisterschaften vergeben. Jeweils zwei Plätze wurden an die besten Nationen bei den Regatten in Asien/Ozeanien, Europa und Panamerika verteilt, einer war es bei der afrikanischen Regatta. Die verbleibenden zwei Startplätze wurden bei einer finalen Qualifikationsregatta in Luzern im Mai 2024 vergeben.

## Vorläufe
Sonntag, 28. Juli 2024

### Vorlauf 1
| Rang | Bahn | Nation         | Athletinnen                               | Zeit (min) | Qualifikation |
| ---- | ---- | -------------- | ----------------------------------------- | ---------- | ------------- |
| 1    | 5    | Großbritannien | Emily Craig, Imogen Grant                 | 7:04,20    | Halbfinale    |
| 2    | 6    | Griechenland   | Dimitra Eleni Kontou, Zoi Fitsiou         | 7:08,51    | Halbfinale    |
| 3    | 1    | Irland         | Aoife Casey, Margaret Cremen              | 7:12,89    | Hoffnungslauf |
| 4    | 3    | Österreich     | Louisa Altenhuber, Lara Tiefenthaler      | 7:24,14    | Hoffnungslauf |
| 5    | 2    | Tunesien       | Khadija Krimi, Selma Dhaouadi             | 7:31,19    | Hoffnungslauf |
| 6    | 4    | Argentinien    | Sonia Baluzzo Chiaruzzo, Evelyn Silvestro | 7:36,43    | Hoffnungslauf |

### Vorlauf 2
| Rang | Bahn | Nation             | Athletinnen                        | Zeit (min) | Qualifikation |
| ---- | ---- | ------------------ | ---------------------------------- | ---------- | ------------- |
| 1    | 4    | Rumänien           | Gianina Beleagă, Ionela Cozmiuc    | 7:03,83    | Halbfinale    |
| 2    | 5    | Vereinigte Staaten | Molly Reckford, Michelle Sechser   | 7:12,65    | Halbfinale    |
| 3    | 2    | Peru               | Alessia Palacios, Valeria Palacios | 7:32,68    | Hoffnungslauf |
| 4    | 3    | Iran               | Mahsa Javer, Zeinab Norouzi        | 7:35,97    | Hoffnungslauf |
| 5    | 1    | Japan              | Emi Hirouchi, Ayami Oishi          | 7:39,17    | Hoffnungslauf |

### Vorlauf 3
| Rang | Bahn | Nation              | Athletinnen                     | Zeit (min) | Qualifikation |
| ---- | ---- | ------------------- | ------------------------------- | ---------- | ------------- |
| 1    | 4    | Neuseeland          | Shannon Cox, Jackie Kiddle      | 7:02,25    | Halbfinale    |
| 2    | 3    | Frankreich          | Claire Bové, Laura Tarantola    | 7:03,22    | Halbfinale    |
| 3    | 2    | Kanada              | Jennifer Casson, Jill Moffatt   | 7:09,45    | Hoffnungslauf |
| 4    | 5    | Polen               | Martyna Radosz, Katarzyna Wełna | 7:11,14    | Hoffnungslauf |
| 5    | 1    | Volksrepublik China | Zou Jiaqi, Qiu Xiuping          | 7:39,17    | Hoffnungslauf |

## Hoffnungsläufe
Montag, 29. Juli 2024

### Hoffnungslauf 1
| Rang | Bahn | Nation              | Athletinnen                               | Zeit (min) | Qualifikation  |
| ---- | ---- | ------------------- | ----------------------------------------- | ---------- | -------------- |
| 1    | 4    | Irland              | Aoife Casey, Margaret Cremen              | 7:11,38    | Halbfinale A/B |
| 2    | 3    | Kanada              | Jennifer Casson, Jill Moffatt             | 7:16,81    | Halbfinale A/B |
| 3    | 1    | Argentinien         | Sonia Baluzzo Chiaruzzo, Evelyn Silvestro | 7:29,76    | Halbfinale A/B |
| 4    | 2    | Iran                | Mahsa Javer, Zeinab Norouzi               | 7:35,56    | C-Finale       |
| 5    | 5    | Volksrepublik China | Zou Jiaqi, Qiu Xiuping                    | 7:42,66    | C-Finale       |

### Hoffnungslauf 2
| Rang | Bahn | Nation     | Athletinnen                          | Zeit (min) | Qualifikation  |
| ---- | ---- | ---------- | ------------------------------------ | ---------- | -------------- |
| 1    | 2    | Polen      | Martyna Radosz, Katarzyna Wełna      | 7:16,26    | Halbfinale A/B |
| 2    | 4    | Österreich | Louisa Altenhuber, Lara Tiefenthaler | 7:17,77    | Halbfinale A/B |
| 3    | 1    | Tunesien   | Khadija Krimi, Selma Dhaouadi        | 7:25,21    | Halbfinale A/B |
| 4    | 3    | Peru       | Alessia Palacios, Valeria Palacios   | 7:28,58    | C-Finale       |
| 5    | 5    | Japan      | Emi Hirouchi, Ayami Oishi            | 7:31,14    | C-Finale       |

## Halbfinale
Mittwoch, 31. Juli 2024

### Halbfinale A/B 1
| Rang | Bahn | Nation             | Athletinnen                               | Zeit (min) | Qualifikation |
| ---- | ---- | ------------------ | ----------------------------------------- | ---------- | ------------- |
| 1    | 3    | Großbritannien     | Emily Craig, Imogen Grant                 | 6:59,79    | A-Finale      |
| 2    | 4    | Neuseeland         | Shannon Cox, Jackie Kiddle                | 7:02,86    | A-Finale      |
| 3    | 2    | Vereinigte Staaten | Molly Reckford, Michelle Sechser          | 7:05,03    | A-Finale      |
| 4    | 5    | Polen              | Martyna Radosz, Katarzyna Wełna           | 7:06,69    | B-Finale      |
| 5    | 1    | Kanada             | Jennifer Casson, Jill Moffatt             | 7:13,36    | B-Finale      |
| 6    | 6    | Argentinien        | Sonia Baluzzo Chiaruzzo, Evelyn Silvestro | 7:33,41    | B-Finale      |

### Halbfinale A/B 2
| Rang | Bahn | Nation       | Athletinnen                          | Zeit (min) | Qualifikation |
| ---- | ---- | ------------ | ------------------------------------ | ---------- | ------------- |
| 1    | 3    | Rumänien     | Gianina Beleagă, Ionela Cozmiuc      | 6:56,65    | A-Finale      |
| 2    | 2    | Griechenland | Dimitra Eleni Kontou, Zoi Fitsiou    | 6:57,90    | A-Finale      |
| 3    | 5    | Irland       | Aoife Casey, Margaret Cremen         | 6:59,72    | A-Finale      |
| 4    | 4    | Frankreich   | Claire Bové, Laura Tarantola         | 7:03,22    | B-Finale      |
| 5    | 1    | Österreich   | Louisa Altenhuber, Lara Tiefenthaler | 7:19,70    | B-Finale      |
| 6    | 6    | Tunesien     | Khadija Krimi, Selma Dhaouadi        | 7:26,39    | B-Finale      |

## Finale

### A-Finale
Freitag, 2. August 2024

Anmerkung: zur Ermittlung der Plätze 1 bis 6
| Rang | Bahn | Nation             | Athletinnen                       | Zeit (min) |
| ---- | ---- | ------------------ | --------------------------------- | ---------- |
| 1    | 3    | Großbritannien     | Emily Craig, Imogen Grant         | 6:47,06    |
| 2    | 4    | Rumänien           | Gianina Beleagă, Ionela Cozmiuc   | 6:48,78    |
| 3    | 2    | Griechenland       | Dimitra Eleni Kontou, Zoi Fitsiou | 6:49,28    |
| 4    | 5    | Neuseeland         | Shannon Cox, Jackie Kiddle        | 6:51,65    |
| 5    | 1    | Irland             | Aoife Casey, Margaret Cremen      | 6:54,57    |
| 6    | 6    | Vereinigte Staaten | Molly Reckford, Michelle Sechser  | 6:55,60    |

### B-Finale
Freitag, 2. August 2024

Anmerkung: zur Ermittlung der Plätze 7 bis 12
| Rang | Bahn | Nation      | Athletinnen                               | Zeit (min) |
| ---- | ---- | ----------- | ----------------------------------------- | ---------- |
| 07   | 3    | Frankreich  | Claire Bové, Laura Tarantola              | 7:03,24    |
| 08   | 2    | Kanada      | Jennifer Casson, Jill Moffatt             | 7:04,82    |
| 09   | 4    | Polen       | Martyna Radosz, Katarzyna Wełna           | 7:08,47    |
| 10   | 5    | Österreich  | Louisa Altenhuber, Lara Tiefenthaler      | 7:10,02    |
| 11   | 1    | Tunesien    | Khadija Krimi, Selma Dhaouadi             | 7:21,65    |
| 12   | 6    | Argentinien | Sonia Baluzzo Chiaruzzo, Evelyn Silvestro | 7:25,86    |

### C-Finale
Mittwoch, 31. Juli 2024

Anmerkung: zur Ermittlung der Plätze 13 bis 16
| Rang | Bahn | Nation              | Athletinnen                        | Zeit (min) |
| ---- | ---- | ------------------- | ---------------------------------- | ---------- |
| 13   | 1    | Volksrepublik China | Zou Jiaqi, Qiu Xiuping             | 7:07,55    |
| 14   | 2    | Peru                | Alessia Palacios, Valeria Palacios | 7:12,27    |
| 15   | 4    | Japan               | Emi Hirouchi, Ayami Oishi          | 7:14,00    |
| 16   | 3    | Iran                | Mahsa Javer, Zeinab Norouzi        | 7:14,32    |